# Tallaferro (eina)

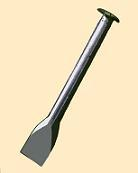
tallaferro

Un tallaferro és una eina manual per tallar barres de ferro en fred mitjançant cops que es donen al cap amb un martell adequat.
El tall es pot deteriorar amb facilitat, necessiten regularment ser refilats. Si s'utilitzen de forma continuada cal posar una protecció anular per protegir la mà que les subjecta quan es colpeja. S'empra a més en tasques de paleta terneria. Els ferrers solen utilitzar-lo per retirar l'escòria que queda al ferro, després de la soldadura elèctrica.
Les mides del tallaferro són molt variades i depenen de l'aplicació que se li donarà i segons la tasca a realitzar. Per exemple, en una obra solen ser més grans i més resistents, en canvi per al treball que efectuen els ferrers és comú que siguin més petits i més lleugers, encara que no hi ha una norma preestablerta sinó que la mida es relaciona directament amb l'aplicació que li serà donada.